# La Certosa
La Certosa albo Isola della Certosa – wyspa położona na wschód od historycznego centrum Wenecji w Północnych Włoszech, odległa mniej niż 250 m od San Pietro di Castello, ponad 500 m od Lido di Venezia, oddzielona od wyspy Vignole kanałem o szerokości ok. 20 m. Powierzchnia wyspy wynosi 22 he.
Isola della Certosa leży na terenie tzw. Parco della Laguna.

## Historia
Pierwotnie istniały dwie wyspy oddzielone kanałem. Zasypano go w 1199. Na wyspie wybudowano wówczas klasztor kanoników św. Augustyna. Augustianie opuścili wyspę w 1419. W 1424 na La Certozie osiedlili się kartuzi z Florencji, restaurując zabudowania i dobudowując m.in. 15 domków-cel wokół wspólnego wirydarza. Dla kościoła zakupiono wówczas niektóre dzieła Tintoretta. W 1806 kartuzi opuścili wyspę. Wraz z ustawą o przejęciu dóbr kościelnych w czasach ponapoleońskich 1866-1867 (wł. liquidazione dell'asse ecclesiastico) z wyspy zniknęły dzieła sztuki. Przeznaczono ją na cele militarne. Część południową oddziela od części północnej, zrekultywowanej, murowane ogrodzenie. Do 1997 część wyspy znajdująca się poza murami, odznaczająca się piaszczystością, używana była jako poligon regimentu piechoty Serenissimy. Jedynym historycznym obiektem, pozostającym w stanie użytkowania, jest XVI-wieczny Casello delle polveri.
W 2013 otwarto na wyspie miejski ośrodek wypoczynkowo-rekreacyjny z różnymi udogodnieniami.

## Środowisko przyrodnicze
Na wyspie rosną: białodrzewy, skorzyny, jesiony, robinie akacjowe, wiązowce południowe, morwy, ligustry, trzmieliny japońskie. 

## Komunikacja
Na wyspie znajdują się przystanki vaporetto, weneckiego tramwaju wodnego.